# Australomedusidae
Australomedusidae is een familie van neteldieren uit de klasse van de Hydrozoa (hydroïdpoliepen).

## Geslachten
- Australomedusa Russell, 1970
- Octorathkea Uchida, 1927
- Zhangiella Bouillon, Gravili, Pages, Gili & Boero, 2006